# Antoni Bohdziewicz
Antoni Bohdziewicz (Vilnius, 1906. szeptember 11. – Varsó, 1970. október 20.) lengyel filmrendező, forgatókönyvíró, egyetemi tanár.

## Életpályája
Szülővárosában az egyetemen filozófiát tanult, majd 1931-ben Párizsban telepedett le, ahol 1935 végéig mint újságíró és műkritikus dolgozott. Rövidfilmeket is forgatott (A bokszolók világa). Hazatérése után (1935) csatlakozott a haladó szellemű Start kollektívához. A második világháborúban a Honi Hadsereg aktív tagja volt. 1957–1963 között a Droga alkotói csoport rendezője és művészeti vezetője volt. Az 1959-es cannes-i filmfesztivál zsűritagja volt. 1968–1970 között a TOR Filmstúdió tagja volt.

## Munkássága
Sokirányú munkássága során filmkritikákat írt, rendezett színházban és rádióban egyaránt, megszervezte Krakkóban a filmfőiskolát, s is, valamint Lódzban maga is tanított. A dokumentáris műfajról lassanként áttért a játékfilmek készítésére. Egy ellenállási témával mutatkozott be (És utánunk mások jönnek; 1949), majd kosztümös, klasszikus témák felé fordult (Bosszú, 1957; Szénrajzok, 1957). Rendkívül nagy gondot fordított a fiatal nemzedék képzésére. Növendékei közé Tartozott Jerzy Kawalerowicz (1922–2007) lengyel filmrendező, forgatókönyvíró is.

## Filmjei
- És utánunk mások jönnek (Za wami pójda inni) (1949)
- Bosszú (Zemsta) (1957)
- Az éjszaka vége (Koniec nocy) (1957)
- Szénrajzok (Szkice weglem) (1957)
- Valóság (Rzeczywistosc) (1961)